# Unió Esportiva Sant Andreu
L'Unió Esportiva Sant Andreu è una società calcistica spagnola con sede nella città di Barcellona.
Milita in Segunda Federación, quarta serie del campionato spagnolo di calcio.
Fondata nel 1925 dalla fusione del Club de Futbol Andreuenc e del L'Avenç del Sport, gioca le partite casalinghe nello stadio Narcís Sala.

## Statistiche
- 11 stagioni in Segunda División (4º posto miglior risultato)
- 14 stagioni in Segunda División B (1º posto miglior risultato)
- 38 stagioni in Tercera División (1º posto miglior risultato)
- 1 stagione in Tercera División RFEF (stagione in corso)
- 7 stagioni in Divisiones Regionales de Fútbol (1º posto miglior risultato)
- 28 partecipazioni alla Coppa del Re (1/4 finale miglior risultato)

## Organico

### Rosa
Rosa e numerazione aggiornate al 30 ottobre 2018.
| N. |                   | Ruolo | Calciatore          |
| -- | ----------------- | ----- | ------------------- |
| 1  | Spagna (bandiera) | P     | Iván Fuentes        |
| 2  | Spagna (bandiera) | D     | José Antonio Llamas |
| 3  | Spagna (bandiera) | D     | Jaume Villar        |
| 4  | Spagna (bandiera) | D     | Juanma Miranda      |
| 5  | Spagna (bandiera) | D     | Joan Noguera        |
| 6  | Spagna (bandiera) | C     | Víctor Alonso       |
| 7  | Spagna (bandiera) | D     | David López         |
| 8  | Spagna (bandiera) | C     | Dani Guerrero       |
| 9  | Spagna (bandiera) | A     | Óscar Muñoz         |
| 10 | Spagna (bandiera) | C     | Ton Alcover         |

| N. |                    | Ruolo | Calciatore      |
| -- | ------------------ | ----- | --------------- |
| 11 | Spagna (bandiera)  | C     | Juanan Gallego  |
| 12 | Spagna (bandiera)  | A     | Elhadji Baldeh  |
| 13 | Spagna (bandiera)  | P     | José Segovia    |
| 14 | Spagna (bandiera)  | A     | Kuku            |
| 17 | Spagna (bandiera)  | C     | Ferran Jutglà   |
| 19 | Spagna (bandiera)  | C     | Carlos Martínez |
| 20 | Brasile (bandiera) | C     | Felipe Sá       |
| 21 | Spagna (bandiera)  | D     | Alberto Carroza |
| 25 | Spagna (bandiera)  | C     | Josu Rodríguez  |

## Palmarès

### Competizioni nazionali

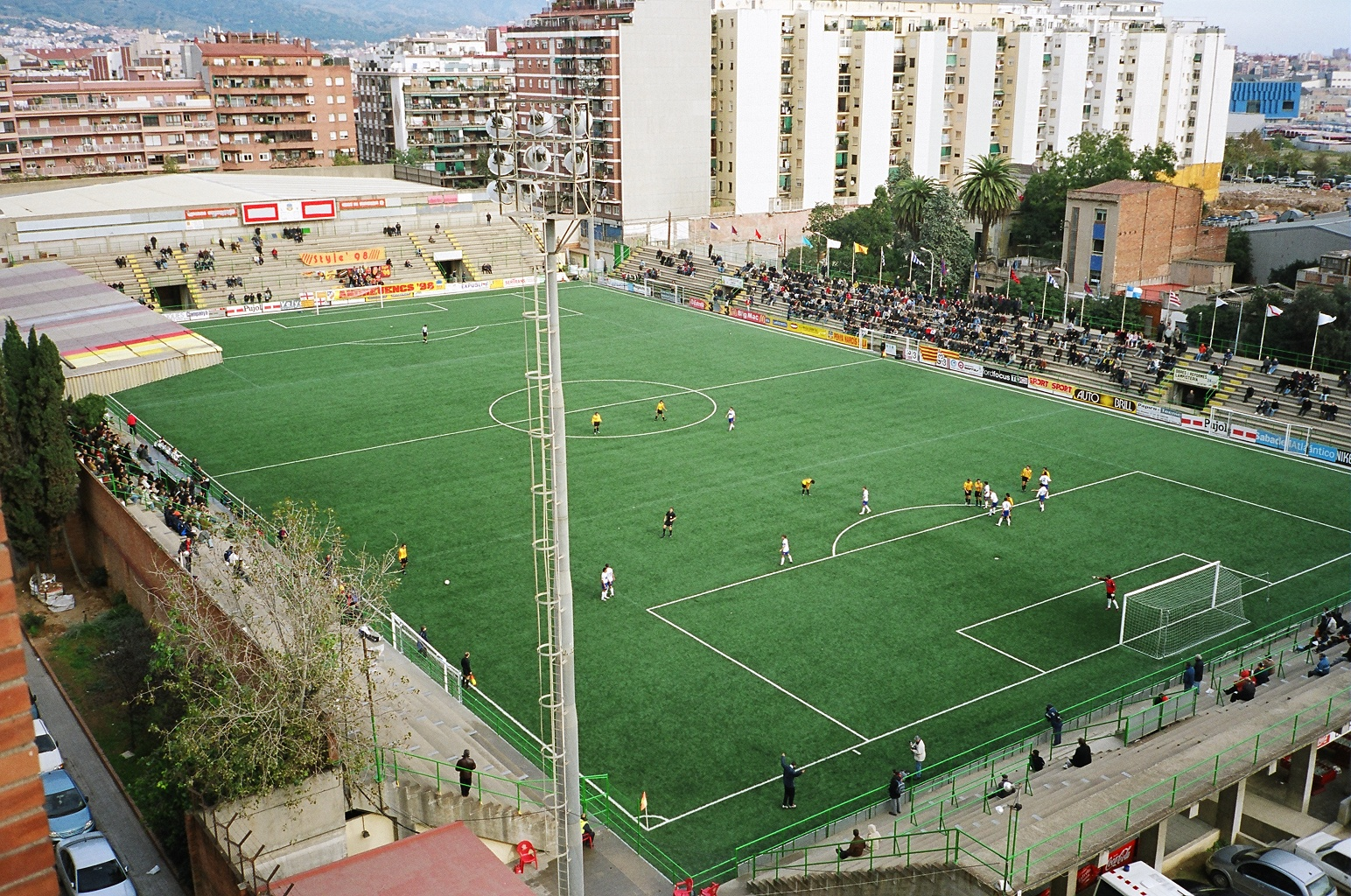
Stadio Narcis Sala.

- Segunda División B: 2

1991-1992, 2009-2010
- Tercera División: 5

1949-1950, 1957-1958, 1968-1969, 1984-1985, 1989-1990
- Copa Federación de España: 1

2012-2013

### Competizioni regionali
- Primera Catalana: 2

1946-1947, 1999-2000
- Copa Catalunya: 1

2008-2009, 2018-2019

### Altri piazzamenti
- Segunda División B:

Secondo posto: 1992-1993 (gruppo III)
Terzo posto: 2008-2009 (gruppo III)
- Copa Catalunya:

Finalista: 1988

## Evoluzione della divisa
| UE Sant Andreu 1925-1940 | CD San Andrés 1940-1954 | CD San Andrés 1954-1973 | UE Sant Andreu 1973-2009 | UE Sant Andreu 2009-2010 | UE Sant Andreu 2012-2013 |